# Argos
 For alternative betydninger, se Argos (flertydig). (Se også artikler, som begynder med Argos)
Argos var en bystat på Peloponnes i Grækenland. Blandt andre har Proteus, Akrisios og Agamemnon været konger over Argos. Gudinden Hera stammer fra de oprindelige beboere af Argos.